# Andreas Flodman
Andreas Flodman (* 14. April 1993 in Eskilstuna) ist ein schwedischer Handballspieler. Der 1,83 m große Rechtsaußen spielt seit 2025 für den schwedischen Erstligisten Eskilstuna Guif.

## Karriere

### Verein
Flodman stammt aus der Jugend von Eskilstuna Guif. International kam er zu ersten Einsätzen im EHF Challenge Cup 2010/11 und im EHF-Pokal 2011/12. Im Sommer 2012 wechselte der Linkshänder zum neugegründeten Erstligisten VästeråsIrsta HF, mit dem er 2013 aus der Handbollsligan abstieg. Nach einem Jahr in der zweiten schwedischen Liga nahm ihn der Erstligist Alingsås HK unter Vertrag. Mit Alingsås erreichte er in der Saison 2014/15 den zweiten Platz der Hauptrunde und das Finale in der Meisterrunde, das mit 25:28 gegen IFK Kristianstad verloren wurde. In seiner zweiten Spielzeit bei Alingsås entwickelte sich Flodman zum Leistungsträger und steuerte 151 Tore in 32 Spielen bei. Erneut unterlag seine Mannschaft erst im Meisterschaftsfinale dem gleichen Gegner. In der Saison 2016/17 scheiterte man zum dritten Mal in Folge im Endspiel an Kristianstad. In der Saison 2017/18 schied man im Play-off-Halbfinale aus. Für Alingsås traf er in diesen vier Jahren in 93 Ligaspielen 379-mal. Auf europäischer Ebene nahm er an der EHF Champions League 2014/15, am EHF-Pokal 2015/16 und am EHF-Pokal 2016/17 teil. Seine erste Station im Ausland war ab 2018 der dänische Verein KIF Kolding. Mit Kolding gelang in der ersten Saison der Klassenerhalt in der Håndboldligaen erst in der 2. Runde der Relegation, nachdem die Mannschaft die Hauptrunde, in der er 86 Tore erzielte, und die Abstiegsrunde auf dem letzten Tabellenplatz beendet hatte. Insgesamt warf er für Kolding in vier Spielzeiten 426 Tore in 93 Ligaspielen. In den Spielzeiten 2019/20 und 2020/21 stand er in der Mannschaft des Jahres (Årets Hold i HTH Herreligaen). Daraufhin verpflichtete ihn im Sommer 2022 der Vizemeister Aalborg Håndbold. Mit Aalborg gewann er zum Saisonauftakt den dänischen Supercup gegen den Meister GOG. In den Finalspielen um die dänische Meisterschaft 2023 unterlag man demselben Gegner. In der EHF Champions League 2022/23 scheiterte man in der Play-off-Runde ebenfalls an dem Team aus Gudme. Zur Saison 2023/24 wechselte er zum deutschen Bundesligisten Frisch Auf Göppingen. Im Sommer 2025 kehrte er zum schwedischen Verein Eskilstuna Guif zurück.

### Nationalmannschaft
Mit der schwedischen Juniorennationalmannschaft gewann Flodman die Goldmedaille bei der U-21-Weltmeisterschaft 2013.
In der schwedischen A-Nationalmannschaft debütierte er am 8. Juni 2017 im Rahmen des Gjensidige Cups gegen Polen. In den folgenden Tagen bestritt er zwei weitere Länderspiele gegen Island und Norwegen.